# 纐纈琴巴のサブホリ!
『纐纈琴巴のサブホリ!』（こうけつことはのさぶほり）は、2022年から高知放送で放送中のラジオ番組である。パーソナリティは纐纈琴巴アナウンサーである。2022年の年末に放送された特番が好評だったことからレギュラー番組になった。

## 概要
アニメ、ゲームやアイドルなどのサブカルチャーを深掘りし、熱く語る番組である。毎回、１つのテーマを設定しそのテーマの魅力を紹介している。2022年12月28日、29日に放送された『RKCサブカル部』が前進である。『纐纈琴巴のサブホリ!』と改め2023年4月7日から放送が開始された。
Twitterのハッシュタグは「#サブホリ」
2023年9月18日、25日高知県内で行われている『よさこいアニメフェスティバル』を紹介
2024年
3月19日 西日本放送で放送中の『アイドルしか勝たん！』とのコラボで出演している
5月24日 デカレンジャーが映画化されたこを記念し、デカピンク役の菊地美香とデカブレイク役の吉田友一が出演している
9月6日 9月27日をもって放送を終了すると告知される。なお、最終回は生放送でyoutubeでも配信される。
特別放送
- 2024年1月2日15時～　「纐纈琴巴のサブホリ！おらんくアイドルで初夢スペシャル」と名前を変え2時間の特別番組になり、高知県出身のアイドルをゲストに迎えトークしている[3][4]

ゲスト　川村文乃（アンジュルム）、滝沢ひなの（NEO JAPONISM）、西森杏弥（僕が見たかった青空）、立仙百佳（STU48）